# 대서양점박이돌고래
대서양점박이돌고래(Stenella frontalis, Atlantic spotted dolphin)는 참돌고래과 알락돌고래속에 속하는 돌고래의 일종이다. 대서양알락돌고래라고도 한다. 북대서양의 멕시코 만류에서 발견된다.

## 같이 보기
- 고래류의 종 목록
- 해양생물학